# 霊仙寺湖
霊仙寺湖（れいせんじこ）は、長野県上水内郡飯綱町にある湖。信濃川水系ソブ川に建設された人造湖で、農業用のため池である。

## 歴史
飯綱町西部の高岡地区では、北信五岳の一つ・飯縄山（標高1,917メートル）のふもとから流れ出るソブ川の水を取り入れ、農業用水として65ヘクタールの農地に灌漑していた。しかし、当地における稲の生育は芳しいものではなかった。ソブ川の水に多く含まれる鉄分が田の土を鉄板のように硬くさせてしまい、稲が地中深く根を伸ばすことができずにいたのである。
こうした状況を打開すべく、1950年代になって有志による研究が始まった。実験の結果、ソブ川の水に含まれる鉄分は沈殿によって分離・除去できることが判明。これを受け、長野県は1966年（昭和41年）に県営鉱毒対策事業に着手した。この中で、鉄分を沈殿させることを目的に建設された沈殿池が霊仙寺湖である。粘土質の土砂を盛り立てたアースダムによって形成する霊仙寺湖にソブ川の水を15日間滞留させ、鉄分が除去された上澄みが配水される。総工費は2億1,570万円で、うち65パーセントを国庫から、残り35パーセントを長野県と牟礼村（現・飯綱町）が等しく負担した。霊仙寺湖建設工事は1972年（昭和47年）に完成。同時期に長野県営ほ場整備事業が実施され、スコップでたたき割ることもままならなかったほどに硬化した土を粉砕し、土壌環境を改善させた。

## 周辺
長野県長野市中心市街地から浅川ループライン（長野県道506号戸隠高原浅川線）を抜けると、霊仙寺湖のある飯綱高原に至る。霊仙寺湖は豊かな高原の自然に囲まれ、湖畔に生えたヨシは水鳥たちの羽を休める場所となっている。人造湖としては美しい景観を作り出していることが着目され、観光開発が行われた。湖周辺には芝生の広場やキャンプ場、テニスコート、ゴルフ場、スキー場、温泉、宿泊施設、ドッグランなどが整備されている。湖に架かる浮橋は日本一の全長273メートルを誇る。飯縄山に伝わる天狗・飯綱三郎天狗の伝説にちなむ施設やイベントも多い。湖にはコイやフナ、ブラックバスなどが棲み、釣りを楽しめるほか、湖面をボートで遊覧することもできる。冬は気温が氷点下となり、結氷した湖面上にワカサギ釣り客が多く訪れる。

## 希少種
2001年（平成13年）には日本では新発見となる藻類が発見され、レイセンジシャジクモと名付けられた。この、レイセンジシャジクモは、絶滅危惧Ⅰ類(CR+EN)に指定されている。

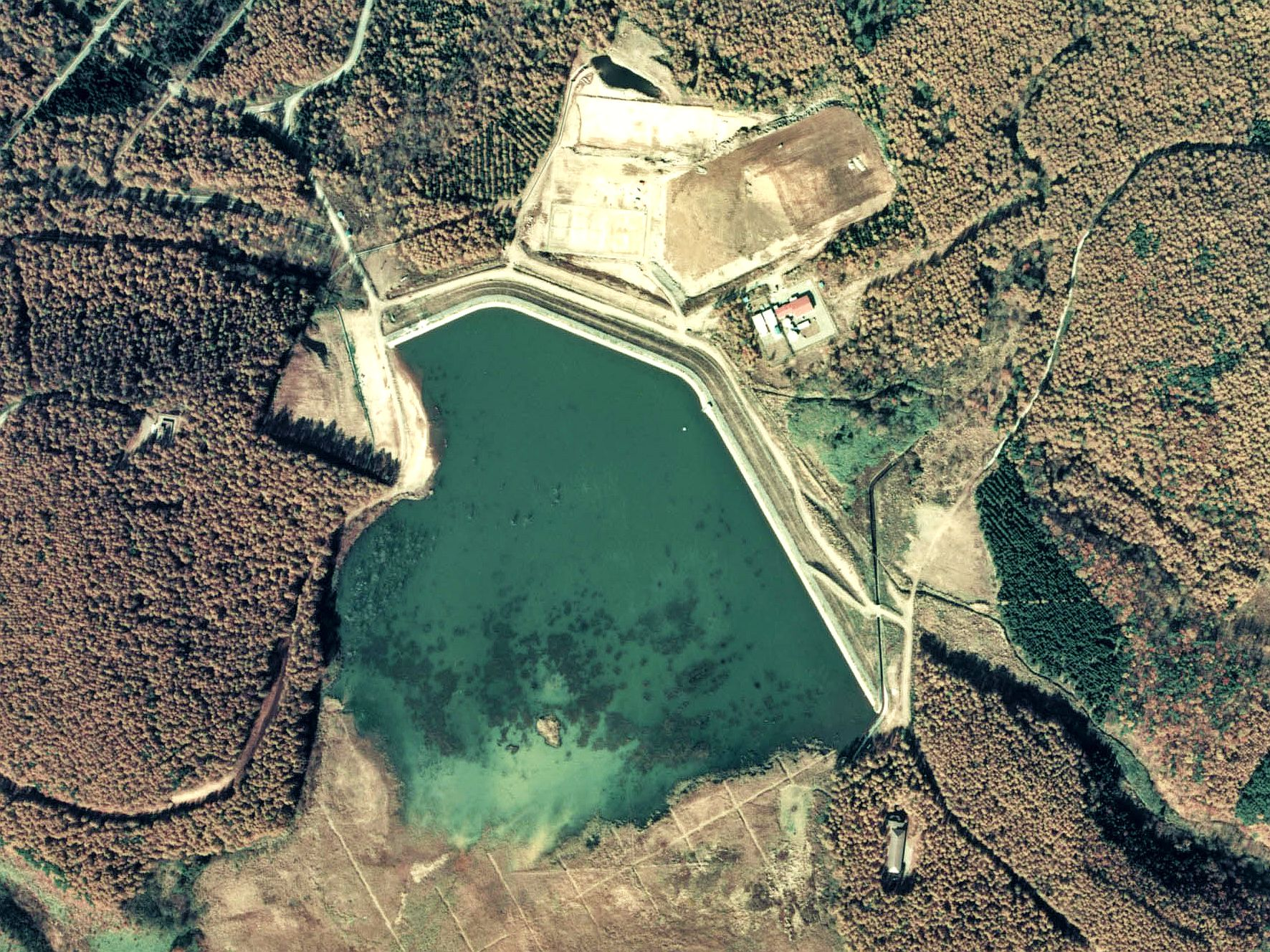
霊仙寺湖空撮
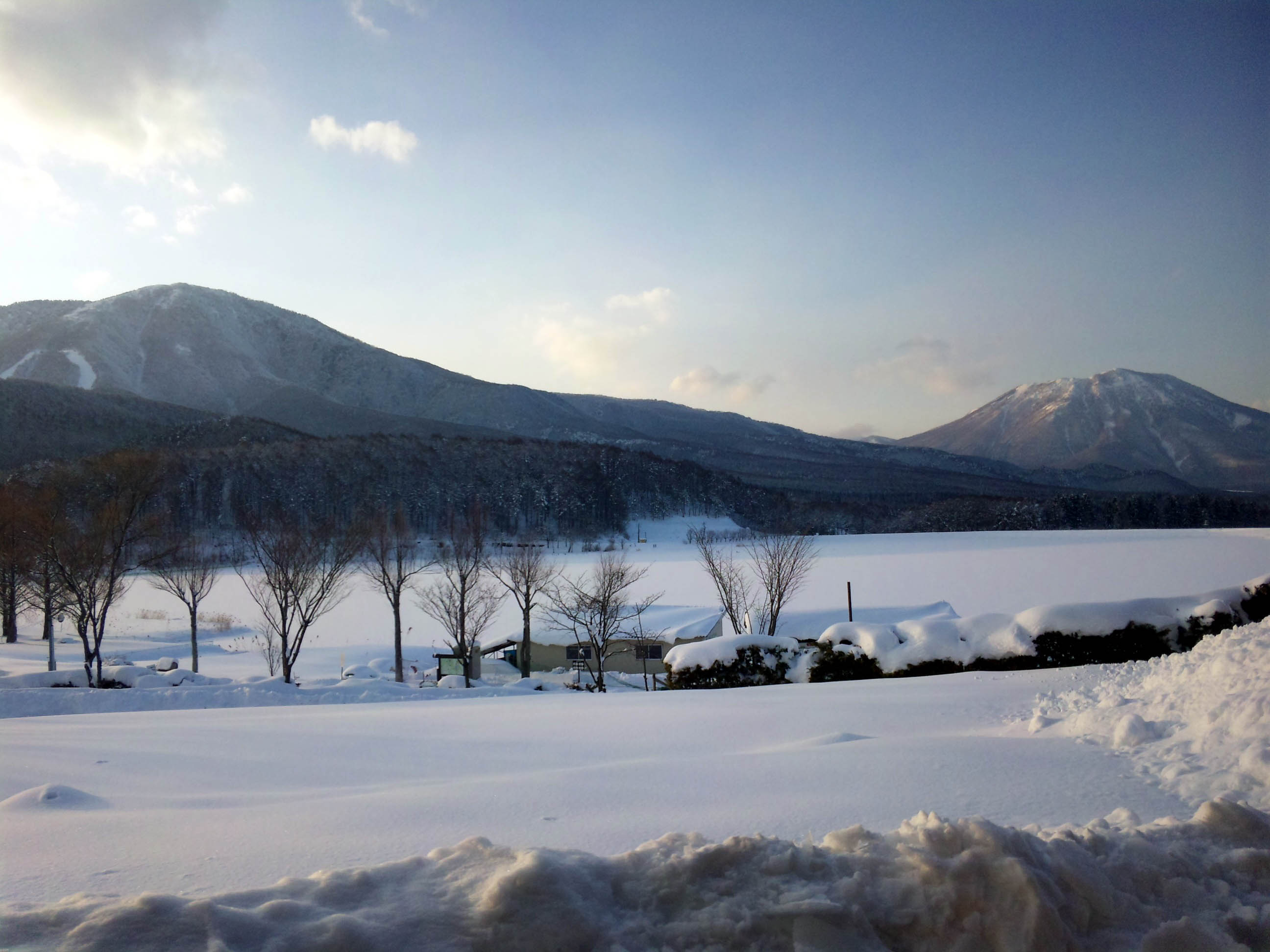
冬の霊仙寺湖 天狗の館から撮影